# Deux femmes s'embrassant
Deux femmes s'embrassant (Zwei sich umarmende Frauen) est une peinture expressionniste d'Egon Schiele mesurant 56 × 37 cm, réalisée en 1911.